# Morpho hector
Morpho hector is een vlinder uit de familie Nymphalidae. De wetenschappelijke naam van de soort is voor het eerst geldig gepubliceerd door Johannes Karl Max Röber.